# Barichneumon lituratae
Barichneumon lituratae là một loài tò vò trong họ Ichneumonidae.